# Paracontias manify
Espèce
Statut de conservation UICN

 DD  : Données insuffisantes
Paracontias manify est une espèce de sauriens de la famille des Scincidae.

## Répartition
Cette espèce est endémique de Madagascar.

## Étymologie
Le nom spécifique manify vient du malgache manify, fin, en référence à l'aspect de ce saurien.

## Publication originale
- Andreone & Greer, 2002 : Malagasy scincid lizards: descriptions of nine new species, with notes on the morphology, reproduction and taxonomy of some previously described species (Reptilia, Squamata: Scincidae). Journal of Zoology (London), vol. 258, p. 139-181.